# داگمار مانتسل
داگمار مانتسل (انگلیسی: Dagmar Manzel؛ زادهٔ ۱ سپتامبر ۱۹۵۸) یک هنرپیشه اهل آلمان است.
از فیلم‌ها یا برنامه‌های تلویزیونی که وی در آنها نقش داشته‌است می‌توان به بیرون آمدن، جان رابه و شکاف در پوست اشاره کرد.